# به رسمیت شناختن امارت اسلامی افغانستان
طالبان از زمانی که در سال ۲۰۲۱ با زور کنترل افغانستان را به دست گرفتند و جمهوری اسلامی افغانستان را که در سطح بین‌المللی به رسمیت شناخته شده بود، سرنگون کردند، افغانستان را تحت عنوان امارت اسلامی افغانستان اداره می‌کنند. تا ژوئیه ۲۰۲۵، تنها یک کشور عضو سازمان ملل متحد، روسیه، به رسمیت‌شناسی دیپلماتیک حکومت جدید را انجام داده است، با این که بسیاری از دولت‌ها روابط اسمی با افغانستان را حفظ کرده‌اند. این تصرف به طور گسترده توسط جامعه جهانی مورد انتقاد قرار گرفت و هیچ کشوری، رژیم جدید را علیرغم حفظ روابط اسمی با افغانستان به رسمیت نشناخت. طالبان از زمان تسلط بر این کشور به شدت برای به رسمیت شناختن بین‌المللی تلاش کرده است. چندین کشور متعهد شده‌اند که هرگز امارت اسلامی را به رسمیت نشناسند و برخی دیگر نیز گفته‌اند که این کار را تنها در صورتی انجام خواهند داد که حقوق بشر در این کشور رعایت شود. برخی کشورها علیرغم عدم به رسمیت شناختن امارت اسلامی، استوارنامه دیپلمات‌های طالبان را در سطح کاردار تایید کرده‌اند.
چندین کشور از جمله کانادا، تاجیکستان و قزاقستان، طالبان را به عنوان یک سازمان تروریستی، تعیین کرده‌اند.
گفتگوهای رسمی دیپلماتیک بین طالبان و سایر کشورها از سپتامبر ۲۰۲۱ آغاز شده است.

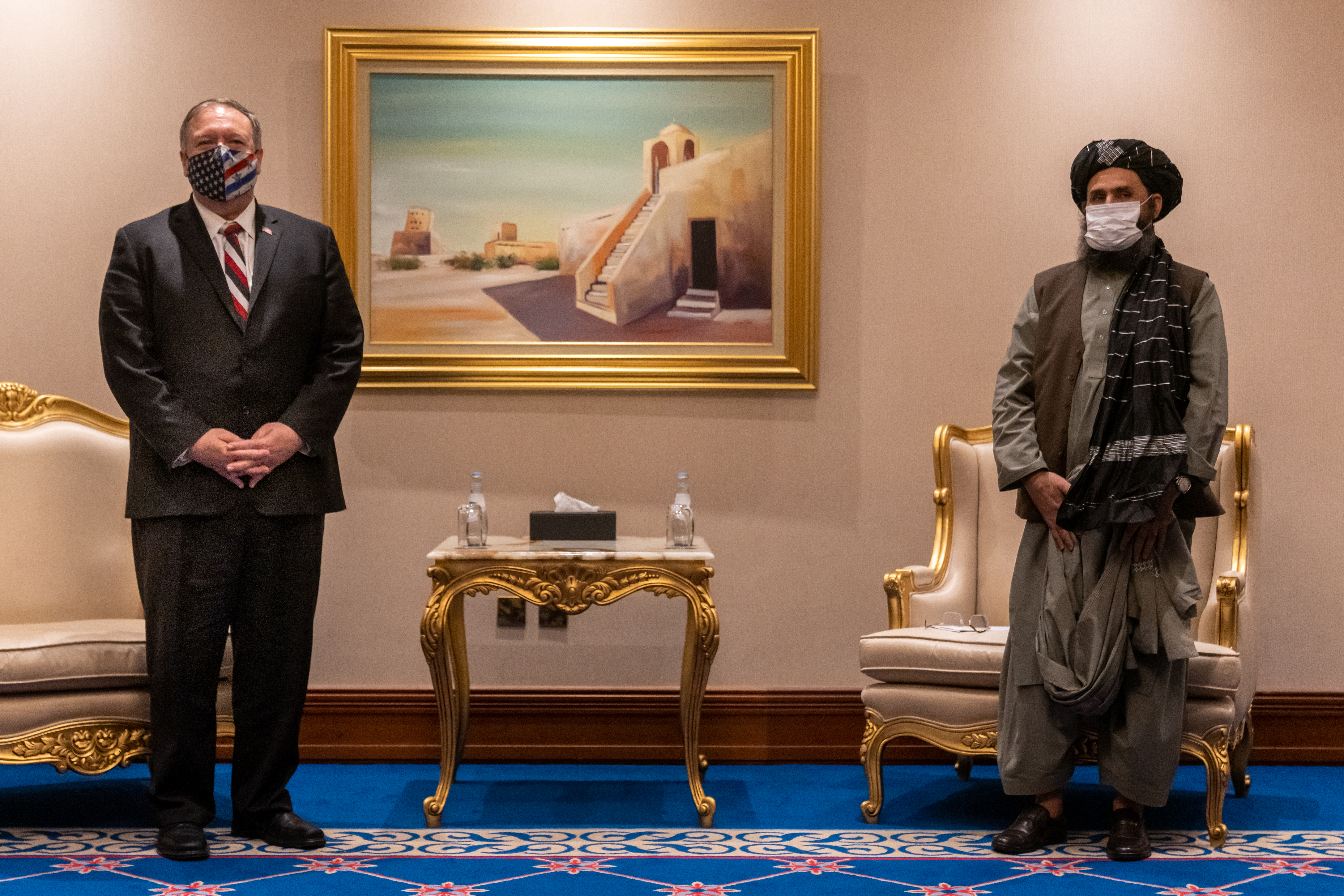
مایک پومپئو وزیر امور خارجه آمریکا با معاون سوم رهبر و رئیس دفتر سیاسی طالبان، عبدالغنی برادر، در دوحه قطر، در ۲۰۲۰